# 화천

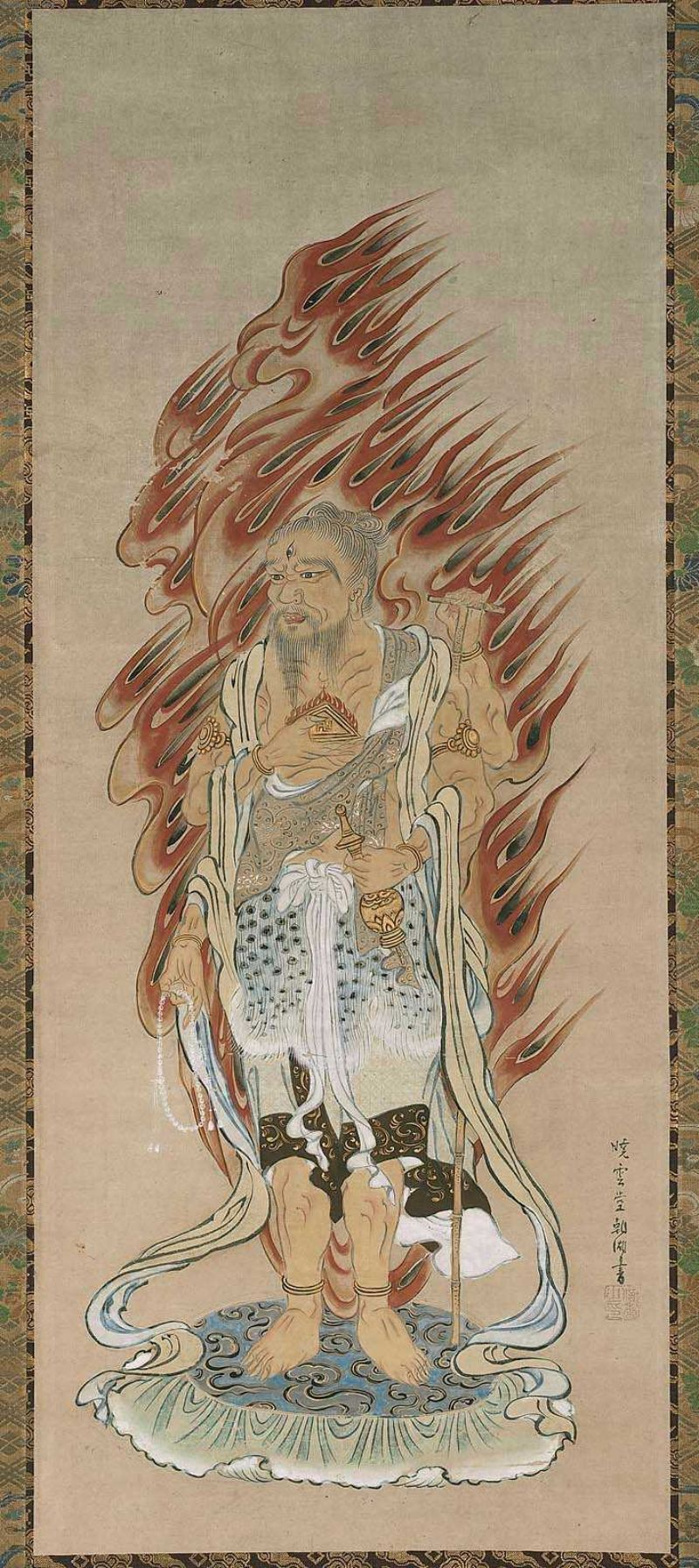
일본 화천 그림

화천(火天, 산스크리트어: अग्नि 아그니)은 불교의 수호신인 천부 중 하나이다. 고대 인도의 신 아그니가 불교에 편입된 것으로서 십이천에 포함된다.